# Nossa
|  | Per a altres significats, vegeu «Nossa (Vinçà)». |

Nossa (en francès Nousse) és un municipi francès situat al departament de les Landes i a la regió de la Nova Aquitània.

## Demografia
| 1962                                       | 1968 | 1975 | 1982 | 1990 | 1999 | 2007 |
| ------------------------------------------ | ---- | ---- | ---- | ---- | ---- | ---- |
| 206                                        | 220  | 205  | 216  | 219  | 226  | 264  |
| Des de 1962: població sense dobles comptes |      |      |      |      |      |      |

## Administració
| Període   | Identitat            | Partit |
| --------- | -------------------- | ------ |
| 1977-1990 | Marcel Sintas        | PCF    |
| 1990-2006 | Thierry Moulia       |        |
| 2006-     | Jean-Claude Castéran |        |